# NGC 5958
NGC 5958 (другие обозначения — UGC 9909, MCG 5-37-3, ZWG 166.9, IRAS15327+2849, PGC 55494) — спиральная галактика (Sc) в созвездии Северная Корона.
Этот объект входит в число перечисленных в оригинальной редакции «Нового общего каталога».